# Borstbeeld van Jnan Adhin
Het borstbeeld Jnan Adhin aan de Dr. Sophie Redmondstraat in Paramaribo, Suriname, werd in 2023 onthuld. Het bevindt zich in de middenberm tegenover de A.T. Calorschool.
Het initiatief voor het beeld werd in 2012 genomen en in 2014 arriveerde het bestelde beeld uit India. Dit was echter niet naar tevredenheid van de kinderen van Adhin. Vervolgens kreeg de Surinaamse kunstenaar Iwan Verwey de opdracht om het beeld bij te werken. Hij voltooide zijn werk in 2017, "op kundige wijze", aldus Rakesh Adhin tijdens zijn toespraak. De sokkel werd vervolgens kosteloos geleverd door August Kalloe.
De officiële onthulling werd op op 10 november 2023 voltrokken door president Chan Santokhi. Er werden verschillende toespraken gehouden, waaronder door mr. Carlo Jadnanansing die sprak over het leven van Adhin. Andere aanwezigen waren onder meer districtscommissaris Ricardo Bhola en gewezen vicepresident Ashwin Adhin.
Jnan Adhin (1927-2002) studeerde in Suriname, Nederland en India in rechten, filosofie, economie en taalkunde. In de eerste twee promoveerde hij met een doctoraat in elk. In de praktijk was hij op nog meer terreinen actief, zoals cultureel en historisch. Hij was ook politiek actief, als lid van de Staten van Suriname en als minister van Justitie en Politie en tijdelijk van Onderwijs en Volksontwikkeling. Verder was hij directeur van het Bureau Volkslectuur en het Taalbureau.